# Nirankari
Nirankari (em panjabi:  ਨਿਰੰਕਾਰੀ, em hindi:  निरंकारी, Inglês: Seguidores do o Sem-Forma) é um movimento reformista no Sikhismo.

## Origem
Nirankari originado em Rawalpindi , no noroeste da província de Punjab, no que hoje em dia fica no moderno Paquistão.
Baba Darbar Singh, o sucessor de Baba Dyal Singh,  recolheu e registrou seus ensinamentos essenciais e estabeleceu comunidades nirankaris fora de Rawalpindi. Durante a liderança de Sahib Rattaji (1870-1909), os nirankaris foram estimados em milhares. Alguns membros se envolveram em um movimento Singh Sabha, um movimento sikh revivalista, sob a liderança de  Baba Gurdit Singh. No entanto, o Movimento Singh Sabha foi em grande parte baseada nos ensinamentos de Guru Nanak, que foram menos popular para o Khalsa de Guru Gobind Singh, causando sua significativa marginalização.
Sob o Raj Britânico, os nirankaris estavam mais afastados.[carece de fontes?]
Em 1929, a partir da Nirankari formou-se a Sant Nirankari Missão. A Missão foi definida pela sua crença em um Guru vivo sucessor do Guru Granth Sahib. O grupo, mais tarde, desenvolveu seu próprio movimento espiritual. No momento da divisão da Índia em 1947, os nirankaris abandonaram o seu centro em Rawalpindi, que tem sido desde então parte do Paquistão, e se estabeleceram no lado Indiano da partição.

## Baba Dyal Singh
Baba Dyal Singh (1783-1855) viveu durante um período de domínio Sikh, resultante das vitórias do Maharaja Sikh Ranjit Singh. No entanto, Baba Dyal sentiu que os sucessos militares foram uma distração do dever sikh de lembrar Akal Purakh através da prática de Naam Japo. Baba Dyal pregou contra a assimilação de outras tradições religiosas no Sikhismo. Ou seja, ele estava preocupado que a iconolatria e agalmatolatria hinduísta foi se tornando cada vez mais prevalentes no sikhismo, e, assim, Baba Dyal destacou o informe, ou ni ran kar, qualidade de Akal Purakh, de onde veio o nome do movimento.

Baba Dyal teria experimentado a iluminação, quando ele tinha 18 anos de idade, entrou em meditação, e ouviu uma voz dizendo:
Desista desta prática ritualística. Você foi chamado para expulsar a escuridão da ignorância... Você é um verdadeiro Nirankari, como você é um devoto de Deus como espírito, sem forma corpórea.
O movimento de Baba Dyal ficou originalmente confinado na área de Rawalpindi, com os seguidores sendo em sua maioria sikhs Sahajdhari das castas Khatri e Arora. No entanto, não era esperado de seus seguidores a renúncia de suas ocupações e viver uma vida austera. Os nirankaris eram geralmente comerciantes e lojistas, assim era esperado continuarem a trabalhar ainda que eles se concentrassem em sua atenção sobre a lembrança do Nome divino.
Baba Dyal deixou um breve manual de instrução chamado hukamnama, apesar de sua forma e conteúdo são aqueles com uma RA hit Nama, ou código de lei. o Seu conteúdo enfatiza os ensinamentos do Guru Nanak, sem mencionar o movimento Khalsa de Guru Gobind Singh. A essência do Nirankari hu kam Nama está contido nas palavras que cada aderente é ordenado dizer repetidamente, Dhan than ni ran kar, que significa "Glorificado seja a Nirankar".

## História
Os Nirankaris originaram-se na região noroeste da província de Punjab, durante os últimos anos do reinado de Maharaja Ranjit Singh. A seita foi fundada por Baba Dayal Singh, um Sahajdhari Sikh, que visa a reorientação Sikhs, o Adi Granth, os textos sagrados centrais da religião. Seu sucessor, Baba Darbara Singh, estabeleceu vários Nirankari fora de Rawalpindi e escreveu sobre os ensinamentos essenciais de Baba Dayal. Por esta altura, a seita tinha crescido consideravelmente e o terceiro líder do movimento, Sahib Rattaji (1870-1909), começou a impor um rigoroso cumprimento do seu golpe, o Khalsa código de conduta. Em seu quarto líder, Baba Gurdit Singh, os Nirankaris contavam-se aos milhares e tinham interesse nos movimentos Singh Sabha. Os Nirankaris ajudou a trazer o Ato Anand de Casamento de 1909 à atenção das populaçõs Sikhs. O movimento do quinto Guru Sahib Hara Singh (1877-1971), começou a reorganizar o movimento, e mais tarde foi sucedido por seu filho mais velho, Baba Gurbax Singh. No entanto, como os Nirankaris enfatizam os ensinamentos do Guru Nanak e o ambiente do tempo foi dominado pelos sikhs Singh Sabha que enfatizavam a Khalsa gobindiana, suas vozes silenciadas. Isto foi agravada pela passagem de Sahajdhari (raspada) para Kesh dhari (cabeluda) Sikhs. Com a sua incapacidade para sobreviver entre as mudanças sociais do Raj Britânico, o Nirankari foram marginalizados pela sociedade. Mais tarde, o movimento foi divididos em dois grupos, o original Nirankari e o Sant'Nirankaris. Em 1978, os Sant Nirankaris foram excomungados pelo Akal Takht para a sua crença em um Guru vivo após o Guru Granth Sahib.

## Adeptos
Em 1889, segundo censo indiano,14,001 Hindus e 46,610 Sikhs se identificaram como Nirankaris.

## Doutrinas
Durante o início do século 19, Nirankaris começaram a acreditar que seus colegas Sikhs tornaram-se negligente na sua prática de name-trimaran, ou lembrança do Nome divino, e que haviam cedido às práticas ritualísticas do Hinduísmo. Eles reviveram o foco na devoção interior, a repetição do nome através do mantra, eles se chamam dhan Nirankar, que significa "Glória, glória ao sem Forma!" Eles rejeitam todos os deuses e deusas, principalmente aqueles do panteão Hindu, e todos os tipos de ofertas feitas para eles. Da mesma forma, rejeitam todos ritos bramânicos, bem como as peregrinações. Por exemplo, eles não enterram seus mortos, como os Muçulmanos fazem, nem se crema, no que eles consideram ser uma forma Hindu, assim simplesmente joga-se os corpos de seus mortos em rios. Eles acreditam que a morte de um forma humana é um evento a se alegrar, e não prantear. Eles não bebem vinho ou bebidas alcoólicas, nem fumam tabaco, ou comer carne. O Nirankaris acreditavam que as mulheres não são impuras no momento do parto, que os casamentos e outros eventos importantes não devem ser organizados de acordo com as previsões astrológicas, que dote matrimonial não deve ser exibido publicamente, e que nenhum valor deve ser cobrado para a realização de cerimônias, como  fazem os sacerdotes Brâmane. Eles acreditam e enfatizam o aspecto sem forma de Deus, Nirankar, daí o seu nome. No entanto, a sua chave, é a crença heterodoxa da continuação da linha de gurus humanos de Guru Gobind Singh. Eles, portanto, não acreditam na visão ortodoxa de que o Adi Granth é o último e único eterno Guru do Sikhismo.